# فتوى الجهاد الكفائي
فتوى الجهاد الكفائي أو فتوى الوجوب الكفائي هي فتوى شرعية أصدرها المرجع الديني علي السيستاني في 13 يونيو عام 2014 موجّبًا إياها على العراقيين للتصدي ومحاربة مقاتلي تنظيم تنظيم الدولة الإسلامية (داعش) بعد سيطرتهم على عدد من المناطق في غرب وشمال العراق.
تُعتبر الفتوى بأن لها الفضل في تخليص البلاد من نشاط التنظيمات المسلحة وانهاء الحرب الأهلية العراقية عام 2017.

## نص الفتوى
ألقى متولي العتبة الحسينية ووكيل المرجع السيستاني في كربلاء الشيخ عبد المهدي الكربلائي نص الفتوى في خطبة صلاة الجمعة في ضريح الإمام الحسين، وجاء في ضمن الخطبة: 
| ” | "إن طبيعة المخاطر المحدقة بالعراق وشعبه في الوقت الحاضر تقتضي الدفاع عن هذا الوطن وأهله وأعراض مواطنيه وهذا الدفاع واجب على المواطنين بالوجوب الكفائي…، ومن هنا فإن على المواطنين الذين يتمكنون من حمل السلاح ومقاتلة الإرهابيين دفاعاً عن بلدهم وشعبهم ومقدساتهم عليهم التطوع للانخراط في القوات الأمنية لتحقيق هذا الغرض المقدس." | “ |

## النتائج
وترتب على تطبيق هذه الفتوى أمور، منها:
- تطوع حوالي مليون ونصف مليون عراقي تلبيةً للفتوى. شارك منهم بين 120 ألف إلى ربع مليون متطوع في القوات الأمنية تقريبًا.[9]
- انحسار نفوذ مقاتلي داعش على المناطق التي خضعت لسيطرتهم سابقاً.
- أعلنت الحكومة العراقية عن تسجيل أفواج المتطوعين في جيش رديف للجيش النظامي والذي أُسس قبل ثلاثة أشهر من إصدار الفتوى لإدارة الأزمة الأمنية وقتذاك، ليعرف من ثم باسم "الحشد الشعبي" المتشكل من الفصائل الشيعية وليصبح بعدها هيئة مستقلة.[10]
- بعد أن تصدت القوات الأمنية وقوات المتطوعين لتنظيم الدولة وقعت اشتباكات وحروب مدن استمرت لثلاث سنوات عرفت بالحرب الأهلية العراقية الثانية، والتي انتهت بنصر عراقي عام 2017، وأصبح يوم 10 ديسمبر من كل عام يومًا يستذكر سنويًا في العراق احتفالًا وتخليدًا ليوم النصر.
- في ذكراها الخامسة عام 2019 صوت البرلمان العراقي على اعتبار 13 حزيران من كل عام مناسبة وطنية.[11]